# Kiekko-Vantaa
Le Kiekko-Vantaa est un club de hockey sur glace de Vantaa en Finlande. Il évolue en Mestis, le second échelon finlandais.

## Historique
Le club est créé en 1994.

## Palmarès
- Aucun titre.